# Кижеватов Андрій Митрофанович
Андрій Митрофанович Кижеватов (18 [31] серпня 1907, с. Селікса, Городищенський повіт, Пензенська губернія, Російська імперія — 29 червня 1941, Берестя, Білоруська РСР, СРСР) — радянський командир-прикордонник, один із керівників оборони Берестейської фортеці в роки Німецько-радянської війни, начальник 9-о прикордонного загону військ Народного комісаріату внутрішніх справ СРСР, Герой Радянського Союзу (1965), лейтенант.

## Біографія

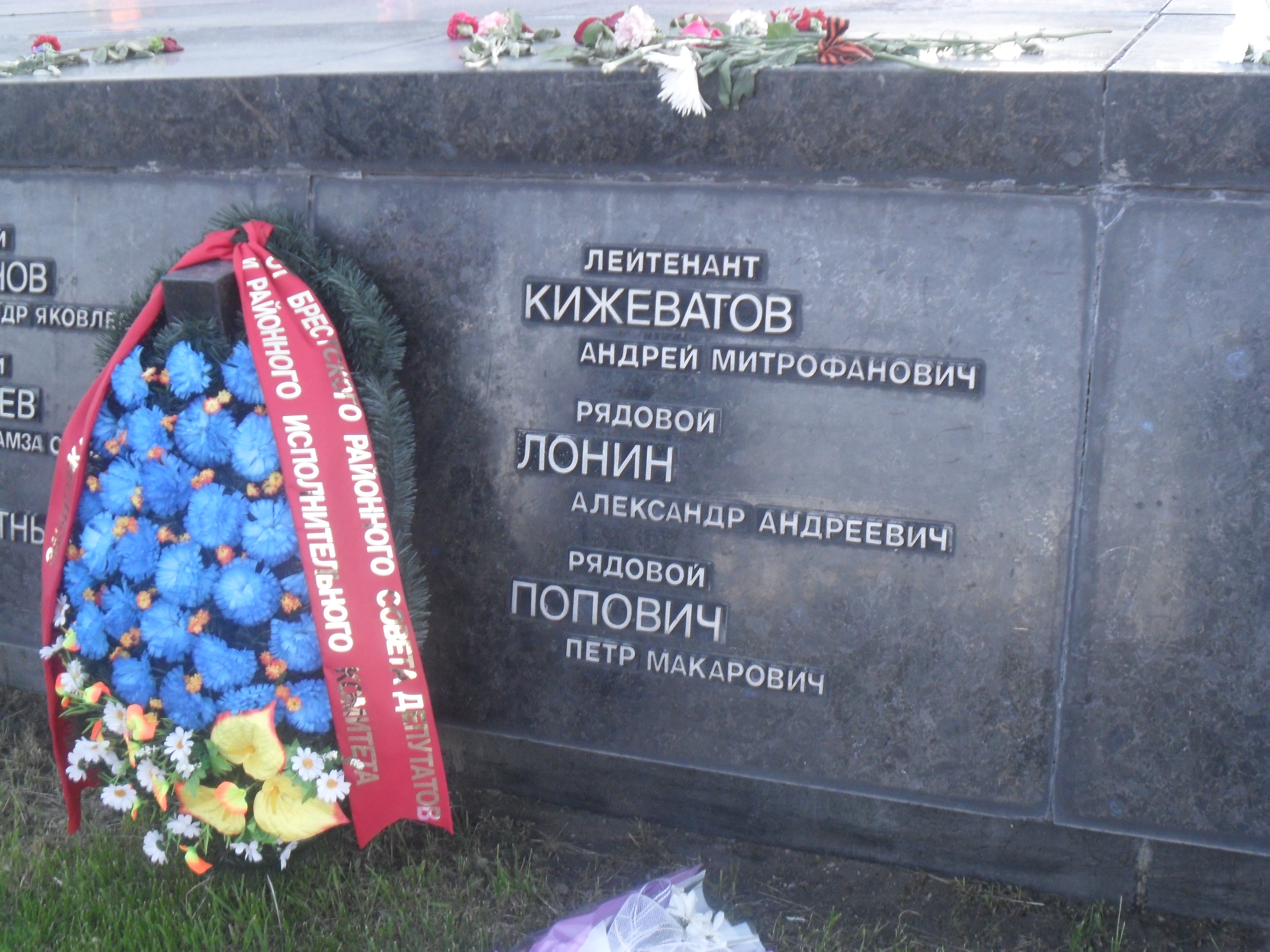
Табличка з ім'ям Кижеватова на похованнях учасників оборони Берестейської фортеці на Площі церемоніалів.

Андрій Кижеватов народився 18 (31) серпня 1907 року в селі Селікса (нині село Кижеватово в Безсонівському районі, Пензенська область) . Син селянина–мокшанина.
Служив у Червоній Армії з 15 листопада 1929 року. Закінчивши школу молодшого начскладу 7-го окремого артилерійського дивізіону, у 1930 став командиром гармати в окремому кінному дивізіоні Білоруського прикордонного округу. З листопада 1932 року перебував на надстроковій службі, проходив службу на Куковицькій заставі Тимковицького прикордонного загону, дослужившись до травня 1938 року до посади помічника начальника прикордонної застави.
У 1939 році йому було присвоєно звання «молодший лейтенант», а у вересні того ж року його було призначено виконувачем обов'язків начальника прикордонної застави в Бересті. 17 липня 1940 року був призначений начальником 9-ї прикордонної застави 17-го Берестейського прикордонного загону, що була в Берестейській фортеці. 25 лютого 1941 року йому надано звання лейтенант. Член ВКП(б) із 1939 року.
22 червня 1941 року лейтенант А. М. Кижеватов очолив оборону застави і був уперше поранений. 23 червня, коли від будівлі застави залишилися одні руїни, зі своїми бійцями перейшов у підвали казарми 333-го стрілецького полку, де боролася група бійців під командуванням старшого лейтенанта А. Є. Потапова. У наступні дні продовжував разом із Потаповим керувати обороною казарм 333 полку і Тереспольської брами. 29 червня, коли боєприпаси були майже витрачені, було ухвалено рішення зробити останню відчайдушну спробу прориву. Потапов очолив групу прориву, а 17 поранених бійців на чолі з уже пораненим лейтенантом Кижеватовим залишилися для прикриття у фортеці. Лейтенант Кижеватов загинув у цьому бою. Прорив також закінчився невдачею — більшість його учасників загинули або були захоплені в полон.

Існує й інша версія останнього бою А. М. Кижеватова. У книзі С.З. Смирнова «Берестейська фортеця» є такі рядки:
«… На початку липня старший лейтенант Потапов доручив Кижеватову з групою прикордонників небезпечне і відповідальне завдання — підірвати понтонний міст через Буг, наведений противником біля фортеці. Вони пішли, і досі залишається невідомим, чи вдалася їм ця смілива диверсія. Залишаються поки що невідомими і подробиці загибелі героя-прикордонника».
Восени 1942 року в селі Великорита Малоритського району вся родина Кижеватова була розстріляна: його мати, дружина, і діти — 15-річна Аня (Нюра), 11-річний Ваня та дворічна Галя.
Андрію Митрофановичу Кижеватову в 1965 посмертно було присвоєно звання Героя Радянського Союзу.

## Нагороди та звання
- Медаль «Золота Зірка» Героя Радянського Союзу.
- Орден Леніна.
- Почесний громадянин міста Берестя.

## Пам'ять

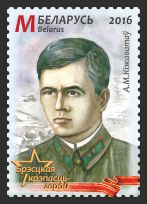
Поштова марка Білорусі, присвячена А. Кижеватову. 2016 р.

- Іменем Кижеватова названі такі об'єкти:
  - одна із застав Червонопрапорного прикордонного загону імені Ф. Е. Дзержинського (1958);
  - село Селікса, у якому народився Герой, перейменовано на село Кижеватово (1963) (розташовується в Безсонівському районі Пензенської області);
  - середня школа у селі Кижеватово також названа ім'ям земляка-героя (1963);
  - вулиці в Мінську, Бересті та Пензі;
  - ім'я Кижеватова та його дочки Нюри було присвоєно двом суднам Чорноморського та Дунайського пароплавства («Андрій Кижеватов», «Нюра Кижеватова»).
- Ім'я Кижеватова викарбовано на гранітній плиті меморіального комплексу «Берестейська фортеця-герой» (1967).
- У рідному селі (перед будівлею школи) встановлено пам'ятник герою — бронзове погруддя на мармуровому постаменті. Пам'ятник О. М. Кижеватову є об'єктом культурної спадщини регіонального значення (Пензенська область).
- Погруддя А. М. Кижеватова також установлено на алеї Героїв у селі Безсонівка Безсонівського району Пензенської області.
- У середній школі ім. А. М. Кижеватова в його рідному селі Пензенської області діє меморіальний музей, присвячений герою.
- Тюмень. Клуб дитячої творчості ім. Кижеватова «Кижеватівець».
- У Бересті, у сквері захисників кордону, установлено пам'ятник.
- На алеї «Їх іменами названо вулиці в Бересті» встановлено його барельєф.

## У кінематографі
- 2010 — У фільмі «Брестська фортеця» (Росія — Білорусь) роль Андрія Кижеватова виконав Андрій Мерзлікін.
- 2010 — документально-ігровий фільм Олексія Пивоварова «Берестя. Кріпосні герої» (НТВ)